# Mercosul International 2013
Die Mercosul International 2013 (auch Mercosul Internacional 2013 genannt) im Badminton fanden vom 30. Mai bis zum 2. Juni 2013 in Foz do Iguaçu statt. Es war die erste Auflage dieser Turnierserie.

## Sieger und Platzierte
| Disziplin    | Gold                           | Silber                       | Bronze                         |
| ------------ | ------------------------------ | ---------------------------- | ------------------------------ |
| Herreneinzel | Jan Fröhlich                   | Misha Zilberman              | Daniel Paiola                  |
| Herreneinzel | Jan Fröhlich                   | Misha Zilberman              | Lino Muñoz                     |
| Dameneinzel  | Maja Tvrdy                     | Lohaynny Vicente             | Fabiana Silva                  |
| Dameneinzel  | Maja Tvrdy                     | Lohaynny Vicente             | Yasmin Cury                    |
| Herrendoppel | Hugo Arthuso Alex Tjong        | Jan Fröhlich Zdeněk Sváta    | Andrés Corpancho Filipe Toledo |
| Herrendoppel | Hugo Arthuso Alex Tjong        | Jan Fröhlich Zdeněk Sváta    | Ygor Coelho Aleksander Silva   |
| Damendoppel  | Paula Pereira Lohaynny Vicente | Chou Ting Ting Camila Macaya | Ana Paula Campos Yasmin Cury   |
| Damendoppel  | Paula Pereira Lohaynny Vicente | Chou Ting Ting Camila Macaya | Aileen Chiñas Cynthia González |
| Mixed        | Lino Muñoz Cynthia González    | Hugo Arthuso Fabiana Silva   | Filipe Toledo Paloma da Silva  |
| Mixed        | Lino Muñoz Cynthia González    | Hugo Arthuso Fabiana Silva   | Daniel Paiola Paula Pereira    |